# Tour Down Under 2017
De Tour Down Under 2017 werd verreden van 17 tot en met 22 januari in Australië en was de negentiende editie van deze meerdaagse etappekoers. De start en finish lagen in de buurt van Adelaide. De ronde was de eerste wedstrijd op de UCI World Tour 2017-kalender. De titelverdediger was de Australiër Simon Gerrans. De eindwinnaar werd Richie Porte.

## Deelnemende ploegen
| Ploeg                              | Land                         |
| ---------------------------------- | ---------------------------- |
| AG2R La Mondiale                   | Frankrijk                    |
| Astana Pro Team                    | Kazachstan                   |
| Bahrein-Merida Pro Cycling Team    | Bahrein                      |
| BMC Racing Team                    | Verenigde Staten             |
| BORA-hansgrohe                     | Duitsland                    |
| Cannondale-Drapac Pro Cycling Team | Verenigde Staten             |
| Team Dimension Data                | Zuid-Afrika                  |
| FDJ                                | Frankrijk                    |
| Lotto Soudal                       | België                       |
| Movistar Team                      | Spanje                       |
| Orica-Scott                        | Australië                    |
| Quick-Step Floors                  | België                       |
| Team Katjoesja Alpecin             | Zwitserland                  |
| Team LottoNL-Jumbo                 | Nederland                    |
| Team Sky                           | Verenigd Koninkrijk          |
| Team Sunweb                        | Duitsland                    |
| Team UniSA-Australia¹              | Australië                    |
| Trek-Segafredo                     | Verenigde Staten             |
| UAE Team Emirates                  | Verenigde Arabische Emiraten |

¹ Wildcard

## Etappe-overzicht
| Etappe | Datum      | Start        | Finish        | Afstand  | Winnaar      | Klassementsleider |
| ------ | ---------- | ------------ | ------------- | -------- | ------------ | ----------------- |
| 1e     | 17 januari | Unley        | Lyndoch       | 118,5 km | Caleb Ewan   | Caleb Ewan        |
| 2e     | 18 januari | Stirling     | Paracombe     | 148,5 km | Richie Porte | Richie Porte      |
| 3e     | 19 januari | Glenelg      | Victor Harbor | 144 km   | Caleb Ewan   | Richie Porte      |
| 4e     | 20 januari | Norwood      | Campbelltown  | 149,5 km | Caleb Ewan   | Richie Porte      |
| 5e     | 21 januari | McLaren Vale | Willunga Hill | 151,5 km | Richie Porte | Richie Porte      |
| 6e     | 22 januari | Adelaide     | Adelaide      | 90 km    | Caleb Ewan   | Richie Porte      |

## Etappe-uitslagen

### 1e etappe
| Unley - Lyndoch (118,5 km) |                     |                        |          |
| Plaats                     | Naam                | Ploeg                  | Tijd     |
| Winnaar                    | Caleb Ewan          | Orica-Scott            | 3u24'18" |
| 2                          | Danny van Poppel    | Team Sky               | z.t.     |
| 3                          | Sam Bennett         | BORA-hansgrohe         | z.t.     |
| 4                          | Marko Kump          | UAE Team Emirates      | z.t.     |
| 5                          | Niccolò Bonifazio   | Bahrein-Merida         | z.t.     |
| 6                          | Nikias Arndt        | Team Sunweb            | z.t.     |
| 7                          | Baptiste Planckaert | Team Katjoesja Alpecin | z.t.     |
| 8                          | Edward Theuns       | Trek-Segafredo         | z.t.     |
| 9                          | Miles Scotson       | BMC Racing Team        | z.t.     |
| 10                         | Sean De Bie         | Lotto Soudal           | z.t.     |

| Algemeen klassement |                     |                        |          |
| Plaats              | Naam                | Ploeg                  | Tijd     |
| Oranje trui         | Caleb Ewan          | Orica-Scott            | 3u24'18" |
| 2                   | Danny van Poppel    | Team Sky               | + 4"     |
| 3                   | Sam Bennett         | BORA-hansgrohe         | + 6"     |
| 4                   | Jay McCarthy        | BORA-hansgrohe         | + 7"     |
| 5                   | Nathan Haas         | Team Dimension Data    | + 8"     |
| 6                   | Simon Gerrans       | Orica-Scott            | z.t.     |
| 7                   | José Gonçalves      | Team Katjoesja Alpecin | z.t.     |
| 8                   | Marko Kump          | UAE Team Emirates      | + 10"    |
| 9                   | Niccolò Bonifazio   | Bahrein-Merida         | z.t.     |
| 10                  | Nikias Arndt        | Team Sunweb            | z.t.     |
|                     |                     |                        |          |
| 11                  | Baptiste Planckaert | Team Katjoesja Alpecin | z.t.     |

### 2e etappe
| Stirling - Paracombe (148,5 km) |                   |                      |          |
| Plaats                          | Naam              | Ploeg                | Tijd     |
| Winnaar                         | Richie Porte      | BMC Racing Team      | 3u46'06" |
| 2                               | Gorka Izagirre    | Movistar Team        | + 16"    |
| 3                               | Esteban Chaves    | Orica-Scott          | z.t.     |
| 4                               | Rohan Dennis      | BMC Racing Team      | + 19"    |
| 5                               | Nathan Haas       | Team Dimension Data  | z.t.     |
| 6                               | Diego Ulissi      | UAE Team Emirates    | z.t.     |
| 7                               | Ruben Guerreiro   | Trek-Segafredo       | z.t.     |
| 8                               | Michael Storer    | Team UniSA-Australia | z.t.     |
| 9                               | Michael Woods     | Cannondale-Drapac    | z.t.     |
| 10                              | Luis León Sánchez | Astana Pro Team      | z.t.     |
|                                 |                   |                      |          |
| 18                              | Wilco Kelderman   | Team Sunweb          | z.t.     |
| 31                              | Dries Devenyns    | Quick-Step Floors    | + 35"    |

| Algemeen klassement |                   |                      |          |
| Plaats              | Naam              | Ploeg                | Tijd     |
| Oranje trui         | Richie Porte      | BMC Racing Team      | 7u10'14" |
| 2                   | Gorka Izagirre    | Movistar Team        | + 20"    |
| 3                   | Esteban Chaves    | Orica-Scott          | + 22"    |
| 4                   | Jay McCarthy      | BORA-hansgrohe       | + 24"    |
| 5                   | Nathan Haas       | Team Dimension Data  | + 27"    |
| 6                   | Diego Ulissi      | UAE Team Emirates    | + 29"    |
| 7                   | Nathan Earle      | Team UniSA-Australia | z.t.     |
| 8                   | Rohan Dennis      | BMC Racing Team      | z.t.     |
| 9                   | Luis León Sánchez | Astana Pro Team      | z.t.     |
| 10                  | Rafael Valls      | Lotto Soudal         | z.t.     |
|                     |                   |                      |          |
| 11                  | Robert Gesink     | Team LottoNL-Jumbo   | z.t.     |
| 28                  | Jan Bakelants     | AG2R La Mondiale     | + 45"    |

### 3e etappe
| Glenelg - Victor Harbor (144,0 km) |                     |                        |          |
| Plaats                             | Naam                | Ploeg                  | Tijd     |
| Winnaar                            | Caleb Ewan          | Orica-Scott            | 3u24'45" |
| 2                                  | Peter Sagan         | BORA-hansgrohe         | z.t.     |
| 3                                  | Niccolò Bonifazio   | Bahrein-Merida         | z.t.     |
| 4                                  | Danny van Poppel    | Team Sky               | z.t.     |
| 5                                  | Edward Theuns       | Trek-Segafredo         | z.t.     |
| 6                                  | Nikias Arndt        | Team Sunweb            | z.t.     |
| 7                                  | Sean De Bie         | Lotto Soudal           | z.t.     |
| 8                                  | Lorrenzo Manzin     | FDJ                    | z.t.     |
| 9                                  | Ruben Guerreiro     | Trek-Segafredo         | z.t.     |
| 10                                 | Baptiste Planckaert | Team Katjoesja Alpecin | z.t.     |

| Algemeen klassement |                   |                     |           |
| Plaats              | Naam              | Ploeg               | Tijd      |
| Oranje trui         | Richie Porte      | BMC Racing Team     | 10u34'59" |
| 2                   | Gorka Izagirre    | Movistar Team       | + 20"     |
| 3                   | Esteban Chaves    | Orica-Scott         | + 22"     |
| 4                   | Jay McCarthy      | BORA-hansgrohe      | + 24"     |
| 5                   | Nathan Haas       | Team Dimension Data | + 27"     |
| 6                   | Rohan Dennis      | BMC Racing Team     | + 29"     |
| 7                   | Luis León Sánchez | Astana Pro Team     | z.t.      |
| 8                   | Diego Ulissi      | UAE Team Emirates   | z.t.      |
| 9                   | Rafael Valls      | Lotto Soudal        | z.t.      |
| 10                  | Robert Gesink     | Team LottoNL-Jumbo  | z.t.      |
|                     |                   |                     |           |
| 21                  | Jan Bakelants     | AG2R La Mondiale    | + 45"     |

### 4e etappe
| Norwood - Campbelltown (149,5 km) |                     |                        |          |
| Plaats                            | Naam                | Ploeg                  | Tijd     |
| Winnaar                           | Caleb Ewan          | Orica-Scott            | 3u24'19" |
| 2                                 | Peter Sagan         | BORA-hansgrohe         | z.t.     |
| 3                                 | Danny van Poppel    | Team Sky               | z.t.     |
| 4                                 | Ben Swift           | UAE Team Emirates      | z.t.     |
| 5                                 | Nathan Haas         | Team Dimension Data    | z.t.     |
| 6                                 | Baptiste Planckaert | Team Katjoesja Alpecin | z.t.     |
| 7                                 | Jay McCarthy        | BORA-hansgrohe         | z.t.     |
| 8                                 | Callum Scotson      | Team UniSA-Australia   | z.t.     |
| 9                                 | Jasha Sütterlin     | Movistar Team          | z.t.     |
| 10                                | Enrico Battaglin    | Team LottoNL-Jumbo     | z.t.     |

| Algemeen klassement |                   |                     |           |
| Plaats              | Naam              | Ploeg               | Tijd      |
| Oranje trui         | Richie Porte      | BMC Racing Team     | 14u20'18" |
| 2                   | Gorka Izagirre    | Movistar Team       | + 20"     |
| 3                   | Esteban Chaves    | Orica-Scott         | + 22"     |
| 4                   | Jay McCarthy      | BORA-hansgrohe      | + 24"     |
| 5                   | Nathan Haas       | Team Dimension Data | + 27"     |
| 6                   | Rohan Dennis      | BMC Racing Team     | + 29"     |
| 7                   | Luis León Sánchez | Astana Pro Team     | z.t.      |
| 8                   | Diego Ulissi      | UAE Team Emirates   | z.t.      |
| 9                   | Rafael Valls      | Lotto Soudal        | z.t.      |
| 10                  | Ruben Guerreiro   | Trek-Segafredo      | z.t.      |
|                     |                   |                     |           |
| 11                  | Robert Gesink     | Team LottoNL-Jumbo  | z.t.      |
| 22                  | Jan Bakelants     | AG2R La Mondiale    | + 45"     |

### 5e etappe
| McLaren Vale - Willunga Hill (151,5 km) |                   |                      |          |
| Plaats                                  | Naam              | Ploeg                | Tijd     |
| Winnaar                                 | Richie Porte      | BMC Racing Team      | 3u40'13" |
| 2                                       | Nathan Haas       | Team Dimension Data  | + 20"    |
| 3                                       | Esteban Chaves    | Orica-Scott          | z.t.     |
| 4                                       | Diego Ulissi      | UAE Team Emirates    | z.t.     |
| 5                                       | Jay McCarthy      | BORA-hansgrohe       | z.t.     |
| 6                                       | Nathan Earle      | Team UniSA-Australia | + 23"    |
| 7                                       | Rafael Valls      | Lotto Soudal         | z.t.     |
| 8                                       | Sergio Henao      | Team Sky             | z.t.     |
| 9                                       | Robert Gesink     | Team LottoNL-Jumbo   | z.t.     |
| 10                                      | Tom-Jelte Slagter | Cannondale-Drapac    | z.t.     |
|                                         |                   |                      |          |
| 29                                      | Dries Devenyns    | Quick-Step Floors    | + 1'09"  |

| Algemeen klassement |                 |                      |           |
| Plaats              | Naam            | Ploeg                | Tijd      |
| Oranje trui         | Richie Porte    | BMC Racing Team      | 18u00'21" |
| 2                   | Esteban Chaves  | Orica-Scott          | + 48"     |
| 3                   | Nathan Haas     | Team Dimension Data  | + 51"     |
| 4                   | Jay McCarthy    | BORA-hansgrohe       | + 54"     |
| 5                   | Diego Ulissi    | UAE Team Emirates    | + 59"     |
| 6                   | Rohan Dennis    | BMC Racing Team      | + 1'02"   |
| 7                   | Rafael Valls    | Lotto Soudal         | z.t.      |
| 8                   | Robert Gesink   | Team LottoNL-Jumbo   | z.t.      |
| 9                   | Wilco Kelderman | Team Sunweb          | z.t.      |
| 10                  | Nathan Earle    | Team UniSA-Australia | + 1'06"   |
|                     |                 |                      |           |
| 27                  | Dries Devenyns  | Quick-Step Floors    | + 2'16"   |

### 6e etappe
| Adelaide - Adelaide (90 km) |                  |                     |          |
| Plaats                      | Naam             | Ploeg               | Tijd     |
| Winnaar                     | Caleb Ewan       | Orica-Scott         | 1u55'28" |
| 2                           | Peter Sagan      | BORA-hansgrohe      | z.t.     |
| 3                           | Marko Kump       | UAE Team Emirates   | z.t.     |
| 4                           | Danny van Poppel | Team Sky            | z.t.     |
| 5                           | Sean De Bie      | Lotto Soudal        | z.t.     |
| 6                           | Lorrenzo Manzin  | FDJ                 | z.t.     |
| 7                           | Koen de Kort     | Trek-Segafredo      | z.t.     |
| 8                           | Jasha Sütterlin  | Movistar Team       | z.t.     |
| 9                           | Nathan Haas      | Team Dimension Data | z.t.     |
| 10                          | Jay McCarthy     | BORA-hansgrohe      | z.t.     |

| Algemeen klassement |                   |                        |           |
| Plaats              | Naam              | Ploeg                  | Tijd      |
| Oranje trui         | Richie Porte      | BMC Racing Team        | 19u55'49" |
| 2                   | Esteban Chaves    | Orica-Scott            | + 48"     |
| 3                   | Jay McCarthy      | BORA-hansgrohe         | + 51"     |
| 4                   | Nathan Haas       | Team Dimension Data    | z.t.      |
| 5                   | Diego Ulissi      | UAE Team Emirates      | + 59"     |
| 6                   | Rohan Dennis      | BMC Racing Team        | + 1'02"   |
| 7                   | Rafael Valls      | Lotto Soudal           | z.t.      |
| 8                   | Robert Gesink     | Team LottoNL-Jumbo     | z.t.      |
| 9                   | Wilco Kelderman   | Team Sunweb            | z.t.      |
| 10                  | Jhonatan Restrepo | Team Katjoesja Alpecin | + 1'04"   |
|                     |                   |                        |           |
| 27                  | Dries Devenyns    | Quick-Step Floors      | + 2'16"   |

## Klassementsleiders na elke etappe
| Etappe | Winnaar      | Algemeen klassement · | Sprintklassement · | Bergklassement ·  | Jongerenklassement · | Strijdlust                 | Ploegenklassement    |
| ------ | ------------ | --------------------- | ------------------ | ----------------- | -------------------- | -------------------------- | -------------------- |
| 1      | Caleb Ewan   | Caleb Ewan            | Caleb Ewan         | Laurens De Vreese | Caleb Ewan           | Laurens De Vreese          | BORA-hansgrohe       |
| 2      | Richie Porte | Richie Porte          | Richie Porte       | Richie Porte      | Ruben Guerreiro      | Jasha Sütterlin            | Team UniSA-Australia |
| 3      | Caleb Ewan   | Richie Porte          | Caleb Ewan         | Richie Porte      | Ruben Guerreiro      | Vegard Stake Laengen       | Team UniSA-Australia |
| 4      | Caleb Ewan   | Richie Porte          | Caleb Ewan         | Richie Porte      | Ruben Guerreiro      | Jack Bauer & Cameron Meyer | Team UniSA-Australia |
| 5      | Richie Porte | Richie Porte          | Caleb Ewan         | Richie Porte      | Jhonatan Restrepo    | Jack Bauer                 | Team UniSA-Australia |
| 6      | Caleb Ewan   | Richie Porte          | Caleb Ewan         | Thomas De Gendt   | Jhonatan Restrepo    | Jack Bauer                 | Team UniSA-Australia |

## Eindklassementen
| Plaats      | Naam                 | Ploeg                  | Tijd      |
| ----------- | -------------------- | ---------------------- | --------- |
| Oranje trui | Richie Porte         | BMC Racing Team        | 19u55'49" |
| 2           | Esteban Chaves       | Orica-Scott            | + 48"     |
| 3           | Jay McCarthy         | BORA-hansgrohe         | + 51"     |
| 4           | Nathan Haas          | Team Dimension Data    | z.t.      |
| 5           | Diego Ulissi         | UAE Team Emirates      | + 59"     |
| 6           | Rohan Dennis         | BMC Racing Team        | + 1'02"   |
| 7           | Rafael Valls         | Lotto Soudal           | z.t.      |
| 8           | Robert Gesink        | Team LottoNL-Jumbo     | z.t.      |
| 9           | Wilco Kelderman      | Team Sunweb            | z.t.      |
| 10          | Jhonatan Restrepo    | Team Katjoesja Alpecin | + 1'04"   |
| 11          | Nathan Earle         | Team UniSA-Australia   | + 1'06"   |
| 12          | Sergio Henao         | Team Sky               | z.t.      |
| 13          | Jesús Herrada        | Movistar Team          | + 1'15"   |
| 14          | Tom-Jelte Slagter    | Cannondale-Drapac      | + 1'18"   |
| 15          | Michael Storer       | Team UniSA-Australia   | z.t.      |
| 16          | Luis León Sánchez    | Astana Pro Team        | + 1'19"   |
| 17          | Domenico Pozzovivo   | AG2R La Mondiale       | + 1'23"   |
| 18          | Ruben Guerreiro      | Trek-Segafredo         | + 1'25"   |
| 19          | Odd Christian Eiking | FDJ                    | + 1'29"   |
| 20          | Giovanni Visconti    | Bahrein-Merida         | + 1'38"   |
|             |                      |                        |           |
| 27          | Dries Devenyns       | Quick-Step Floors      | + 2'16"   |

| Plaats    | Naam             | Ploeg               | Punten |
| --------- | ---------------- | ------------------- | ------ |
| Rode trui | Caleb Ewan       | Orica-Scott         | 63     |
| 2         | Danny van Poppel | Team Sky            | 51     |
| 3         | Nathan Haas      | Team Dimension Data | 46     |
|           |                  |                     |        |
| 7         | Sean De Bie      | Lotto Soudal        | 28     |

| Plaats                | Naam            | Ploeg           | Punten |
| --------------------- | --------------- | --------------- | ------ |
| Bolletjestrui (blauw) | Thomas De Gendt | Lotto Soudal    | 35     |
| 2                     | Richie Porte    | BMC Racing Team | 32     |
| 3                     | Esteban Chaves  | Orica-Scott     | 22     |
|                       |                 |                 |        |
| 11                    | Wilco Kelderman | Team Sunweb     | 6      |

| Plaats      | Naam              | Ploeg                  | Punten    |
| ----------- | ----------------- | ---------------------- | --------- |
| Groene trui | Jhonatan Restrepo | Team Katjoesja Alpecin | 19u56'53" |
| 2           | Michael Storer    | Team UniSA-Australia   | + 14"     |
| 3           | Ruben Guerreiro   | Trek-Segafredo         | + 21"     |
|             |                   |                        |           |
| 15          | Lennard Hofstede  | Team Sunweb            | + 14'04"  |

1999 · 
2000 · 
2001 · 
2002 · 
2003 · 
2004 · 
2005 · 
2006 · 
2007 · 
2008 · 
2009 · 
2010 · 
2011 · 
2012 · 
2013 · 
2014 · 
2015 · 
2016 · 
2017 · 
2018 · 
2019 · 
2020  · 
2021-2022 · 
2023 · 2024 · 2025
 Tour Down Under ·
 Great Ocean Road Race ·
 Abu Dhabi Tour ·
 Omloop Het Nieuwsblad ·
 Strade Bianche ·
 Parijs-Nice · 
 Tirreno-Adriatico · 
 Milaan-San Remo ·
 Ronde van Catalonië ·
 Dwars door Vlaanderen ·
 E3 Harelbeke ·
 Gent-Wevelgem ·
 Ronde van Vlaanderen ·
 Ronde van Baskenland ·
 Parijs-Roubaix ·
 Amstel Gold Race ·
 Waalse Pijl ·
 Luik-Bastenaken-Luik ·
 Ronde van Romandië ·
 Rund um den Finanzplatz Eschborn-Frankfurt ·
 Ronde van Italië ·
 Ronde van Californië ·
 Critérium du Dauphiné ·
 Ronde van Zwitserland ·
 Ronde van Frankrijk ·
 Clásica San Sebastián ·
 Ronde van Polen ·
 RideLondon Classic ·
  BinckBank Tour ·
 Ronde van Spanje ·
 EuroEyes Cyclassics ·
 Bretagne Classic ·
 GP van Quebec ·
 GP van Montreal ·
 Ronde van Lombardije ·
 Ronde van Turkije ·
 Ronde van Guangxi